# 苏西·施密德
苏西·施密德（德語：Susi Schmid，1960年8月27日—），德国女子曲棍球运动员。她曾代表西德参加1984年和1988年夏季奥林匹克运动会曲棍球比赛，其中1984年奥运会获得一枚银牌。